# Dom pod Dębem
Dom pod Dębem w Szydłowcu – klasycystyczny budynek dawnej szkoły elementarnej wzniesiony kosztem księżnej Anny z Zamoyskich Sapieżyny w 1819 roku, w latach 70. XX wieku adaptowany na hotel.

## Historia
Dom pod Dębem jest budynkiem, który w swej historii kilkakrotnie pełnił funkcję oświatowe, następnie ulokowano w nim hotel, który zamieniono na miejski magazyn. 

### Szkoła elementarna
Księżna Anna Sapieżyna powołała w Szydłowcu szkołę elementarną, w której zastosowano nowatorski system nauczania, wzorowany na metodzie angielskiego współtwórcy Josepha Lancastra (tzw. system Bella-Lancastra) tej metody organizującej masowe nauczanie. Metoda ta, zwana systemem monitoralnym, polegała na nauczaniu przez nauczyciela pewnej grupy, starszych dzieci (tzw. monitorów), które z kolei nauczały inne dzieci. Z tej też inicjatywy została zorganizowana jedna z nielicznych w tym regionie szkół elementarnych, stosująca nowoczesny system edukacji, który w ocenach ówczesnych był najlepszą metodą upowszechniania wykształcenia elementarnego. W celu powołania tej szkoły, z funduszy księżnej Sapieżyny wybudowano w 1819 roku w Rynku Katolickim murowany budynek szkoły elementarnej. W szkole tej na przełomie 1819 i 1820 roku uczyło się około stu uczniów, w tym dziewięcioro Żydów.
Koszty utrzymania szkoły rozłożono między właścicielkę Szydłowca, mieszkańców gminy oraz szanowanych obywateli. Księżna Anna przekazała nauczycielowi szkoły bezpłatne mieszkanie znajdujące się w budynku szkolnym, oraz "miary chełmińskiej morgę ogrodu". Ponadto zobowiązała się corocznie wypłacać mu 200 złotych polskich oraz pozwoliła korzystać z wolnego wyrębu lasu na cele opałowe. Proboszcz parafii szydłowieckiej Stanisław Straszak wraz z sędzią pokoju Filipem Piegłowskim (plenipotentem księżnej) przeznaczyli dla nauczyciela również 200 złotych polskich, ze składek zaś mieszkańców Szydłowca uzyskiwano kolejne 300 złotych polskich. Roczny fundusz szkoły, nie licząc opału i mieszkania, wynosił zatem 700 złotych polskich. Kasjerem odpowiedzialnym za zbiórkę funduszy na szkołę elementarną został radca miasta Szydłowca, Jan Rutkiewicz.
W celu przygotowania metodycznego, miejscowego nauczyciela Mikołaja Kamieńskiego wysłano na kurs do Warszawy, by tam zapoznał się bliżej z zasadami Bella-Lancastra. "Plan nauk w szkole szydłowieckiej urządzonu według metody Bella-Lancastra na półroczne od 15 kwietnia do 24 lipca 1819 r." przewidywał podział uczniów na dziesięć oddziałów, w których prowadzono naukę na trzech różnych poziomach kształcenia: "początkujących", "postępujących" oraz "doskonalących się". Zajęcia w szkole trwały sześć dni w tygodniu i obejmowały naukę pisania, czytania, rachowania, ćwiczenia pamięci itp. Dwa razy w tygodniu (w środy i soboty) przeprowadzano zajęcia rekreacyjne, które miały wspomagać rozwój fizyczny dzieci. "Szkoła wzajemnego uczenia się" – jak nazywano szkołę szydłowiecką, była placówką oświatową szczebla elementarnego o najwyższym poziomie nauczania i należała do największych osiągnięć oświatowych, jakie księżna Sapieżyna zainicjowała w dobrach szydłowieckich. Patronka szkoły corocznie była zapraszana na otwarcie i zakończenie roku szkolnego, nie zawsze jednak przybywała, w czasie których to uroczystości przekazywała "celującym w naukach i obyczajności" uczniom nagrody w postaci zakupionych z własnych funduszy książek. Podobne wsparcie finansowe ze strony księżnej Sapieżyny uzyskała szkoła elementarna w Skarżysku Kościelnym.

### Judenrat
W czasie II wojny światowej, od 1940 urzędowała tu Żydowska Rada Starszych. Judenrat powstał w miejsce gminy żydowskiej, działającej wcześniej przy Synagodze Głównej. Nie mogła tam nadal urzędować ze względu na to, że Niemcy urządzili tam magazyny broni. Żydowska Rada Starszych w Szydłowcu została rozwiązana w 1944 r.

### Hotel
W latach 70. XX wieku, w Szydłowcu brakowało miejsc noclegowych dla turystów, lokalny magistrat, w którego posiadaniu był budynek, urządził w nim Dom Wycieczkowy "Pod Dębem", w tym też czasie budynek odrestaurowano i przeprowadzono niezbędne prace, łącznie z tynkowaniem. Hotel początkowo posiadał duże znaczenie, jednak pod koniec lat 80. zaczął je tracić aż w końcu budynek zamknięto i urządzono w nim magazyn.

## Architektura
Dom pod Dębem zbudowany jest na planie prostokątu, jest jednopiętrowy i posiada wysokie poddasze. Budynek zbudowany jest z miejscowego kamienia – piaskowca, a kryty jest czerwoną dachówką. Zwieńczenie budynku stanowi szeroki gzyms, malowany w kolorze ciemnoszarym. Fasada budynku jest tynkowana na biało, posiada bonie malowane na szaro, podobny kolor posiada podmurówka oraz niewielki ryzalit wejściowy, kolorem tym malowane są także pozostałe ściany budowli. Budynek opiera się na osi symetrii, która przebiega na drzwiach frontowych. Nad drzwiami wejściowymi znajduje się niewielki balkon. Na obu piętrach znajduje się łącznie osiem okien frontowych i dziewięć tylnych. Na tyle budynku, na poddaszu znajdują się półokrągłe okna dachowe. Za budynkiem znajdują się wysokie dęby, dzięki którym budynek zawdzięcza swoją nazwę.